# Victoria Larrière
Victoria Larrière (Martigues, 2 mei 1991) is een voormalig tennisspeelster uit Frankrijk. Ze begon met tennis toen ze vijf jaar oud was.
In 2011 kreeg zij samen met Alizé Lim een wildcard voor het grandslamtoernooi Roland Garros op het damesdubbelspel. In 2012 kreeg zij ook in het enkelspel een wildcard voor Roland Garros.
Vanaf medio 2013 speelde zij tweeënhalf jaar niet. In 2016 deed zij weer mee, en won zelfs enkele ITF-titels, de laatste in oktober 2016 in Roehampton (Engeland). Daarna stopte zij met haar tenniscarrière.

## Posities op deWTA-ranglijst
Positie per einde seizoen:
| jaar | rang enkelspel | rang dubbelspel |
| ---- | -------------- | --------------- |
| 2009 | 659            | 712             |
| 2010 | 344            | 334             |
| 2011 | 202            | 311             |
| 2012 | 211            | 259             |
| 2013 | 828            | 576             |
|      |                |                 |
| 2016 | 544            | –               |

## Resultaten grandslamtoernooien
| Legenda | Legenda                          |
| ------- | -------------------------------- |
| g.t.    | geen toernooi gehouden           |
| l.c.    | lagere categorie                 |
| –       | niet deelgenomen                 |
| G       | uitgeschakeld in de groepsfase   |
| 1R      | uitgeschakeld in de eerste ronde |
| 2R      | uitgeschakeld in de tweede ronde |
| 3R      | uitgeschakeld in de derde ronde  |
| 4R      | uitgeschakeld in de vierde ronde |
| KF      | uitgeschakeld in de kwartfinale  |
| HF      | uitgeschakeld in de halve finale |
| F       | de finale verloren               |
| W       | het toernooi gewonnen            |
| w-v     | winst/verlies-balans             |

### Enkelspel
| toernooi        | 2012 |
| --------------- | ---- |
| Australian Open | –    |
| Roland Garros   | 1R   |
| Wimbledon       | –    |
| US Open         | –    |

### Vrouwendubbelspel
| toernooi        | 2011 | 2012 |
| --------------- | ---- | ---- |
| Australian Open | –    | –    |
| Roland Garros   | 1R   | 1R   |
| Wimbledon       | –    | –    |
| US Open         | –    | –    |